# Friedrich Rothe
Friedrich Rothe (* 1939 in Duisburg) ist ein deutscher Autor und ehemaliger Galerist und Hochschullehrer.

## Leben
Rothe studierte Literaturwissenschaft und Philosophie. Seine Dissertation über Frank Wedekinds Dramen wurde 1968 veröffentlicht. Er lehrte dreißig Jahre lang an der Freien Universität Berlin. Als Autor schreibt er Bücher über Persönlichkeiten wie Arthur Schnitzler und Adele Sandrock, Karl Kraus und Harry Graf Kessler. Rothe führte die Galerie am Savignyplatz, die gegenständliche zeitgenössische Kunst ausstellte und 1974 als erste Galerie in Berlin eine Ausstellung Jörg Immendorffs zeigte. Nach ihrem Umzug von der Carmerstraße befand sich die Galerie von 2009 bis 2014 unter ihrem alten Namen in der Charlottenburger Nehringstraße am Klausenerplatz.

## Schriften
- 1968: Frank Wedekinds Dramen : Jugendstil u. Lebensphilosophie, Metzler, Stuttgart
- 1989: Geschichte der deutschen Literatur : von den Anfängen bis zur Gegenwart, gemeinsam mit Lerke von Saalfeld und Dietrich Kreidt, Droemer Knaur, München, ISBN 3-426-26295-9
- 1997: Arthur Schnitzler und Adele Sandrock : Theater über Theater, Rowohlt, Berlin, ISBN 3-87134-261-0
- 2003: Karl Kraus – Die Biografie, Piper, München, ISBN 978-3-492-04173-7
- 2008: Harry Graf Kessler : Biographie, Siedler, München, ISBN 978-3-88680-824-3